# فيرغوس بيكر
فيرغوس بيكر (18 مايو 1987 بليستر في المملكة المتحدة - ) (بالإنجليزية: Fergus Baker)‏ هو لاعب كريكت بريطاني.

## وصلات خارجية
- فيرغوس بيكر على موقع إي آس بي آن كريك إنفو (الإنجليزية)